# Liste des devises d'États, comtés, provinces
Liste des devises d'États, comtés, provinces, cantons, etc. :

## Australie:État,Territoire
- Territoire de la capitale australienne (Canberra) : For the Queen, the law and the people : Pour la reine, la loi et le peuple
- Australie-Méridionale : aucune
- Australie-Occidentale : aucune
- Nouvelle-Galles du Sud : Orta recens quam pura nites : ton éclat est aussi récent que pur
- Queensland : Audax at fidelis : Audacieux et fidèle
- Territoire du Nord : aucune
- Tasmanie : Ubertas et fidelitas : Fertilité et fidélité
- Victoria : Peace and prosperity : Paix et prospérité

## Belgique:Région,Province
- Région wallonne : Wallon toujours ou Walon Todi (en wallon)
- Province de Luxembourg : Une ardeur d'avance
- Province de Liège : Forcer l'avenir

## Canada:Province,Territoire
| Province                  | Devise                          | Langue    | Traduction                                       | Remarques |
| ------------------------- | ------------------------------- | --------- | ------------------------------------------------ | --- |
| Alberta                   | Fortis et liber                 | Latin     | Fort et libre                                    | Traduction d'un extrait de l'adaptation anglaise du Ô Canada, « strong and free »                                      |
| Colombie-Britannique      | Splendor sine occasu            | Latin     | Splendeur sans crépuscule                        | Fait référence à la situation occidentale de la province et au soleil couchant dans ses armoiries                      |
| Île-du-Prince-Édouard     | Parva sub ingenti               | Latin     | Le petit sous la protection du grand             | Citation des Géorgiques de Virgile                                                                                     |
| Manitoba                  | Gloriosus et liber              | Latin     | Glorieux et libre                                | Traduction d'un extrait de l'adaptation anglaise du Ô Canada, « glorious and free »                                    |
| Nouveau-Brunswick         | Spem reduxit                    | Latin     | L'espoir fut restauré                            | Fait référence à l'arrivée des Loyalistes                                                                              |
| Nouvelle-Écosse           | Munit haec et altera vincit     | Latin     | L'une défend, l'autre conquiert                  | Fait référence aux mains dans le cimier des armoiries de la province, l'une armée, l'autre nue                         |
| Nunavut                   | Nunavut sanginivut              | Inuktitut | Nunavut, notre force ou Notre terre, notre force | Le nom de Nunavut signifie « notre terre »                                                                             |
| Ontario                   | Ut incepit fidelis sic permanet | Latin     | Fidèle elle commença, ainsi elle restera         | |
| Québec                    | Je me souviens                  | Français  |                                                  | Créée en 1883 par Eugène-Étienne Taché (1836-1912)                                                                     |
| Saskatchewan              | Multis e gentibus vires         | Latin     | La diversité de gens fait la force               | |
| Terre-Neuve-et-Labrador   | Quaerite primum regnum Dei      | Latin     | Cherchez premièrement le royaume de Dieu         | De Matthieu 6:33 |
| Territoires du Nord-Ouest | Aucune                          | Aucune    | Aucune                                           | La phrase Un peuple, nombreuses voix est inscrite en plusieurs langues sur la masse de l'Assemblée législative ténoise |
| Yukon                     | Aucune                          | Aucune    | Aucune                                           | |

## États-Unis:État,District
| État                 | Devise                                                  | Langue            | Traduction                                                                            | Remarques |
| -------------------- | ------------------------------------------------------- | ----------------- | ------------------------------------------------------------------------------------- | --- |
| Alabama              | Audemus jura nostra defendere                           | Latin             | Nous osons défendre nos droits                                                        | |
| Alaska               | North to the future                                     | Anglais           | Au nord, vers l'avenir                                                                | |
| Arizona              | Ditat Deus                                              | Latin             | Dieu enrichit                                                                         | |
| Arkansas             | Regnat populus                                          | Latin             | Le peuple règne                                                                       | |
| Californie           | Eureka                                                  | Grec              | J'ai trouvé                                                                           | Fait référence à la Ruée vers l'or |
| Caroline du Nord     | Esse quam videri                                        | Latin             | Être plutôt que paraître                                                              | |
| Caroline du Sud      | Dum spiro, spero                                        | Latin             | Pendant que je respire, j'espère                                                      | |
| Colorado             | Nil sine numine                                         | Latin             | Rien sans la Grâce                                                                    | |
| Connecticut          | Qui transtulit sustinet                                 | Latin             | Celui qui l'a transplanté le maintient                                                | |
| Dakota du Nord       | Liberty and union, now and forever, one and inseparable | Anglais           | Liberté et union, maintenant et toujours, un et inséparable                           | |
| Dakota du Nord       | Strength from the soil                                  | Anglais           | Du terreau, la force                                                                  | |
| Dakota du Sud        | Under God the people rule                               | Anglais           | Sous Dieu, le peuple règne                                                            | |
| Delaware             | Liberty and independence                                | Anglais           | Liberté et indépendance                                                               | |
| Floride              | In God We Trust                                         | Anglais           | En Dieu nous avons confiance                                                          | |
| Géorgie              | Wisdom, justice, and moderation                         | Anglais           | Sagesse, justice et modération                                                        | |
| Hawaï                | Ua mau ke ea o ka aina i ka pono                        | Hawaïen           | La vie du pays est perpétuée par la vertu                                             | |
| Idaho                | Esto perpetua                                           | Latin             | Que cela soit perpétuel                                                               | |
| Illinois             | State sovereignty, national union                       | Anglais           | Souveraineté de l'État, unité de la nation                                            | |
| Iowa                 | Our liberties we prize and our rights we will maintain  | Anglais           | Nous estimons nos libertés et nous maintiendrons nos droits                           | |
| Indiana              | The crossroads of America                               | Anglais           | Le carrefour de l'Amérique                                                            | |
| Kansas               | Ad astra per aspera                                     | Latin             | Aux cieux à travers des difficultés                                                   | |
| Kentucky             | Deo gratiam habeamus                                    | Latin             | Rendons grâce à Dieu                                                                  | Depuis 2002 ; à l'origine United we stand, divided we fall (Anglais: unis nous sommes debout, divisés nous tombons)                                                    |
| Louisiane            | Union, justice, and confidence                          | Anglais           | Union, justice et confiance                                                           | |
| Maine                | Dirigo                                                  | Latin             | Je dirige                                                                             | Fait référence au fait que la Maine est le seul État qui élit son gouverneur en septembre; on y cherchait donc des indices aux tendances politiques au niveau national |
| Maryland             | Fatti maschii, parole femine                            | Italien archaïque | Des gestes virils, des mots féminins ou Les gestes sont mâles, les mots sont femelles | Devise de George Calvert, fondateur du Maryland ; la vraie orthographe italienne est Fatti maschi, parole femmine                                                      |
| Massachusetts        | Ense petit placidam sub libertate quietem               | Latin             | À force d'armes elle cherche la paix dans la liberté                                  | |
| Michigan             | Si quaeris peninsulam amoenam circumspice               | Latin             | Si vous cherchez une belle péninsule, regardez autour de vous                         | |
| Michigan             | Tuebor                                                  | Latin             | Je défendrai                                                                          | |
| Minnesota            | L'étoile du Nord                                        | L'étoile du Nord  | L'étoile du Nord                                                                      | |
| Mississippi          | Virtute et armis                                        | Latin             | Par la vertu et les armes                                                             | |
| Missouri             | Salus populi suprema lex esto                           | Latin             | Que le bien-être du peuple soit la loi suprême                                        | |
| Montana              | Oro y plata                                             | Espagnol          | Or et argent                                                                          | |
| Nebraska             | Equality before the law                                 | Anglais           | Égalité devant la loi                                                                 | |
| Nevada               | All for our country                                     | Anglais           | Tout pour notre pays                                                                  | |
| New Hampshire        | Live Free or Die                                        | Anglais           | Vis libre ou meurs                                                                    | |
| New Jersey           | Liberty and prosperity                                  | Anglais           | Liberté et prospérité                                                                 | |
| New York             | Excelsior                                               | Latin             | Plus haut                                                                             | |
| Nouveau-Mexique      | Crescit eundo                                           | Latin             | Il croît en avançant                                                                  | Fait référence à un coup de foudre |
| Ohio                 | With God, all things are possible                       | Anglais           | Avec Dieu, tout est possible                                                          | |
| Oklahoma             | Labor omnia vincit                                      | Latin             | Le travail vainc tout                                                                 | |
| Oregon               | Alis volat propriis                                     | Latin             | Elle vole de ses propres ailes                                                        | |
| Pennsylvanie         | Virtue, liberty, and independence                       | Anglais           | Vertu, liberté et indépendance                                                        | |
| Rhode Island         | Hope                                                    | Anglais           | Espoir                                                                                | |
| Tennessee            | Agriculture and commerce                                | Anglais           | Agriculture et commerce                                                               | |
| Texas                | Friendship                                              | Anglais           | Amitié                                                                                | |
| Utah                 | Industry                                                | Anglais           | Industrie                                                                             | |
| Vermont              | Freedom and unity                                       | Anglais           | Liberté et unité                                                                      | |
| Virginie             | Sic semper tyrannis                                     | Latin             | Ainsi finissent les tyrans                                                            | |
| Virginie-Occidentale | Montani semper liberi                                   | Latin             | Les montagnards sont toujours libres                                                  | |
| Washington           | Al-ki                                                   | Chinook           | Au bon moment                                                                         | |
| Wisconsin            | Forward                                                 | Anglais           | En avant                                                                              | |
| Wyoming              | Equal rights                                            | Anglais           | Droits égaux                                                                          | Fait référence au fait que Wyoming fut le premier État à accorder aux femmes le droit de vote                                                                          |

Territoires:
| État                        | Devise                     | Langue  | Traduction                           | Remarques                                             |
| --------------------------- | -------------------------- | ------- | ------------------------------------ | ----------------------------------------------------- |
| Guam                        | Where America's day begins | Anglais | Là où commence la journée d'Amérique |                                                       |
| Îles Vierges des États-Unis | United in pride and hope   | Anglais | Unis en fierté et espoir             |                                                       |
| Porto Rico                  | Joannes est nomen eius     | Latin   | Jean est son nom                     | Fait référence à saint Jean Baptiste, patron de l'île |
| Samoa américaines           | Samoa, muamua le Atua      | Samoan  | Samoa pour le Tout-Puissant          |                                                       |
| Washington D.C.             | Justitia omnibus           | Latin   | Justice pour tous                    |                                                       |

## France:Région,Province,Département,DOM-TOM,DistrictdevenuArrondissement
| Province                 | Devise                                                      | Langue                   | Traduction                                                    | Remarques |
| ------------------------ | ----------------------------------------------------------- | ------------------------ | ------------------------------------------------------------- | --- |
| Bretagne                 | Potius mori quam foedari Kentoc'h mervel eget bezañ saotret | Latin et Breton          | Plutôt la mort que la souillure                               | Fait référence à l’Hermine qui préférerait, selon la légende, mourir que de tacher sa fourrure immaculée.                                                                    |
| Dauphiné                 | Dauphiné, en avant!                                         | Français                 |                                                               | |
| Franche-Comté            | Comtois, rends-toi ! Nenni, ma foi                          | Français                 |                                                               | Fait référence à l'opiniâtreté et la détermination du Comtois. |
| Lorraine                 | non inultus premor                                          | Latin                    | Personne ne me touche sans impunité, Qui s'y frotte s'y pique | Fait référence au chardon lorrain, symbole de la Lorraine |
| Normandie                | Diex Aïe ! / Dieu ayde ! Viriliter et sapienter             | Ancien français et Latin | Que Dieu nous aide ! Courage et sagesse                       | Issue de la scène 72 de la Tapisserie de Bayeux |
| Nouvelle-Calédonie       | Terre de parole, Terre de partage                           | Français                 |                                                               | Fait référence à l'importance de la terre ainsi que de la parole dans la société néo-calédonienne (tout particulièrement kanak), et le partage à la notion de destin commun. |
| Picardie                 | Fidelissima                                                 | Latin                    | La très fidèle                                                | |
| Réunion                  | Florebo quocumque ferar                                     | Latin                    | Je fleurirai partout où je serai porté                        | Devise de la Compagnie française des Indes orientales en 1664 choisie par l'académicien François Charpentier                                                                 |
| Saintonge                | Xantones a Xantho nomina sancta tenent                      | Latin                    | Les Saintongeais tiennent leur nom saint de Xantho            | Provient des légendes saintongeaises |
| Saint-Pierre-et-Miquelon | A mare labor                                                | Latin                    | Le travail à partir de la mer                                 | |

## Italie:Région,Province
- Grand-duché de Toscane : Susceptor noster deus (Dieu est notre défense)

## Pays-Bas:Province
- Hollande-Méridionale : Vigilate Deo confidentes (Veillez vous confiant en Dieu)
- Zélande: Luctor et emergo (Je lutte et je surnage)

## Royaume-Uni:Région,Comté,District

### Angleterre
| Comté                     | Devise                    | Langue                   | Traduction                                | Remarques                                                                                    |
| ------------------------- | ------------------------- | ------------------------ | ----------------------------------------- | -------------------------------------------------------------------------------------------- |
| Bedfordshire              | Constant Be               | Anglais                  | Sois constant                             |                                                                                              |
| Berkshire                 | Aucune                    |                          |                                           |                                                                                              |
| Buckinghamshire           | Vestigia Nulla Retrorsum  | Latin                    | Aucun retour en arrière                   | C'était également la maxime sacrée du Vatican                                                |
| Cambridgeshire            | Per undas, per agros      | Latin                    | À travers les flots, à travers les champs |                                                                                              |
| Cheshire                  | Jure et dignitate gladii  | Latin                    | Par le droit et la dignité de l'épée      |                                                                                              |
| Cornouailles              | Aucune                    |                          |                                           |                                                                                              |
| Cumberland                | Perfero                   | Latin                    | Je porte à travers                        |                                                                                              |
| Cumbria                   | Ad montes oculos levavi   | Latin                    | Je lève les yeux vers les montagnes       | Fait référence aux montagnes du comté, qui inclurent la montagne la plus haute en Angleterre |
| Derbyshire                | Bene consulendo           | Latin                    | Par bon conseil                           |                                                                                              |
| Devon                     | Auxilio Divino            | Latin                    | Par l'aide divine                         |                                                                                              |
| Dorset                    | Who's Afear'd             | Anglais (dialecte local) | Qui a peur                                | Who's Afraid est la phrase en anglais standard                                               |
| Comté de Durham           | Aucune                    |                          |                                           |                                                                                              |
| Essex                     | Aucune                    |                          |                                           |                                                                                              |
| Gloucestershire           | Prorsum semper            | Latin                    | Toujours en avant                         |                                                                                              |
| Hampshire                 | Aucune                    |                          |                                           |                                                                                              |
| Herefordshire             | Pulchra terra Dei donum   | Latin                    | Cette belle terre est le don de Dieu      |                                                                                              |
| Hertfordshire             | Trust and fear not        | Anglais                  | Fiez-vous et ne craignez pas              |                                                                                              |
| Huntingdonshire           | Labore omnia florent      | Latin                    | Par travail, tout prospère                |                                                                                              |
| Île de Wight              | All this beauty is of God | Anglais                  | Toute cette beauté est de Dieu            |                                                                                              |
| Kent                      | Invicta                   | Latin                    | Jamais conquis                            |                                                                                              |
| Lancashire                | In Concilio Consilium     | Latin                    | En conseil est sagesse                    |                                                                                              |
| Leicestershire            | For'ard, For'ard          | Anglais (dialecte local) | Avant, avant                              | Forward, Forward est la phrase en anglais standard                                           |
| Lincolnshire              | Land and God              | Anglais                  | Pays et Dieu                              |                                                                                              |
| Norfolk                   | Aucune                    |                          |                                           |                                                                                              |
| Northamptonshire          | Rosa concordia signum     | Latin                    | La rose, le symbole de l'harmonie         | Fait référence aux trois roses sur le blason du comté                                        |
| Northumberland            | Aucune                    |                          |                                           |                                                                                              |
| Nottinghamshire           | Sapienter proficiens      | Latin                    | Progrès avec sagesse                      |                                                                                              |
| Oxfordshire               | Sapere Aude               | Latin                    | Ose être sage                             |                                                                                              |
| Rutland                   | Parva Componere Magnis    | Latin                    | Petit, mais comparable avec grand         | Fait référence au fait que le Rutland soit le comté le plus petit en Angleterre              |
| Shropshire                | Floreat Salopia           | Latin                    | Que Shropshire prospère                   |                                                                                              |
| Somerset                  | Sumorsaete ealle          | Vieil anglais            | Tous les gens de Somerset                 |                                                                                              |
| Staffordshire             | The knot unites           | Anglais                  | Le nœud unit                              | Réfère à « (en) The Stafford knot », présent sur le blason du comté                          |
| Suffolk                   | Opus Nostrum Dirige       | Latin                    | Dirige notre travail                      |                                                                                              |
| Surrey                    | Aucune                    |                          |                                           |                                                                                              |
| Sussex de l'Est           | Aucune                    |                          |                                           |                                                                                              |
| Sussex de l'Ouest         | Aucune                    |                          |                                           |                                                                                              |
| Warwickshire              | United to serve           | Anglais                  | Unis pour servir                          |                                                                                              |
| Westmorland               | Aucune                    |                          |                                           |                                                                                              |
| Wiltshire                 | Aucune                    |                          |                                           |                                                                                              |
| Worcestershire            | Aucune                    |                          |                                           |                                                                                              |
| Yorkshire                 | Tradition and Progress    | Anglais                  | Tradition et progrès                      |                                                                                              |
| East Riding of Yorkshire  | Solis ortum conspicere    | Latin                    | Apercevoir le lever du soleil             |                                                                                              |
| North Riding of Yorkshire | Aucune                    |                          |                                           |                                                                                              |
| West Riding of Yorkshire  | Audi consiliorum          | Latin                    | Tenez compte de conseil                   |                                                                                              |

### Écosse
| District ou région    | Devise                              | Langue            | Traduction                                     | Remarques                                                                |
| --------------------- | ----------------------------------- | ----------------- | ---------------------------------------------- | ------------------------------------------------------------------------ |
| Aberdeenshire         | Aucune                              |                   |                                                |                                                                          |
| Angus                 | Lippen on Angus                     | Scots             | Fiez en Angus                                  |                                                                          |
| Argyll and Bute       | Seas ar coir                        | Gaélique écossais | Maintenez notre droit                          |                                                                          |
| Ayrshire              | God Shaw the Richt                  | Scots             | Dieu, montrez le droit                         |                                                                          |
| Clackmannanshire      | Aucune                              |                   |                                                |                                                                          |
| Dumfries and Galloway | Quinque Uniter                      | Latin             | Cinq en union                                  |                                                                          |
| Dunbartonshire        | Cuim air adhart comhla              | Gaélique écossais | Mouvant en avant unis                          |                                                                          |
| East Lothian          | Aucune                              |                   |                                                |                                                                          |
| Fife                  | Honesty and Justice                 | Anglais           | Honnêteté et justice                           |                                                                          |
| Hébrides extérieures  | Ardaichidh fireantachd cinneach     | Gaélique écossais | Que la vertu exalte une nation                 |                                                                          |
| Highland              | Aucune                              |                   |                                                |                                                                          |
| Lanarkshire           | Vigilantia                          | Latin             | Vigilance                                      |                                                                          |
| Midlothian            | Aucune                              |                   |                                                |                                                                          |
| Moray                 | Sub Spe                             | Latin             | Dans l'espérance                               |                                                                          |
| Orcades               | Boreas domus mare amicus            | Latin             | Le nord est notre maison, la mer est notre ami |                                                                          |
| Renfrewshire          | Aucune                              |                   |                                                |                                                                          |
| Perth and Kinross     | Pro Lege et Libertate               | Latin             | Pour la loi et la liberté                      |                                                                          |
| Scottish Borders      | Aucune                              |                   |                                                |                                                                          |
| Shetland              | Með lögum skal land byggja          | Islandais         | Par la loi sera cette terre accumulée          | Pris d'une saga dans la langue islandaise                                |
| Stirling              | Steadfast as the rock (depuis 2011) | Anglais           | Ferme comme la roche                           | Réfère à la position du château de Stirling, qui se trouve sur un rocher |
| West Lothian          | Aye for the common weal             | Scots             | Toujours pour le bien commun                   |                                                                          |

### Irlande du Nord
| Comté                | Devise                 | Langue    | Traduction               | Remarques |
| -------------------- | ---------------------- | --------- | ------------------------ | --------- |
| Comté d'Antrim       | Per angusta ad augusta | Latin     | De l'épreuve au triomphe |           |
| Comté d'Armagh       | Aucune                 |           |                          |           |
| Comté de Down        | Absque Labore Nihil    | Latin     | Rien sauf le travail     |           |
| Comté de Londonderry | Auxilium a Domino      | Latin     | L'aide vient du Dieu     |           |
| Comté de Fermanagh   | Feor Magh Eanagh       | Irlandais | Pays des Lacs            |           |
| Comté de Tyrone      | Consilio et Prudentia  | Latin     | Par sagesse et prudence  |           |

### Pays de Galles
| Comté           | Devise                         | Langue  | Traduction                                | Remarques                                                            |
| --------------- | ------------------------------ | ------- | ----------------------------------------- | -------------------------------------------------------------------- |
| Anglesey        | Mon Mam Cymru                  | Gallois | Anglesey, la mère du pays de Galles       | Cette phrase fut utilisée par Giraldus Cambrensis pour décrire l'île |
| Carmarthenshire | Rhyddyd gwerin, ffyniant gwlad | Gallois | Un peuple libre, un pays prospère         |                                                                      |
| Ceredigion      | Golud gwlad Rhyddid            | Gallois | Que la richesse d'un pays soit sa liberté |                                                                      |
| Denbighshire    | Unwn y wneud da                | Gallois | Nous unissons à faire bien                |                                                                      |
| Flintshire      | Gorau tarian, cyfiawnder       | Gallois | Que l'écu le plus bon soit la justice     |                                                                      |
| Glamorgan       | A Ddioddefws a orfu            | Gallois | Il qui endure, vainc                      |                                                                      |
| Gwynedd         | Cadernid Gwynedd               | Gallois | La force de Gwynedd                       |                                                                      |
| Monmouthshire   | Utrique Fidelis                | Latin   | Fidèle aux deux                           | Réfère à sa position sur la frontière anglo-galloise                 |
| Pembrokeshire   | Ex Unitate Vires               | Latin   | L'union fait la force                     |                                                                      |
| Powys           | Powys Paradwys Cymru           | Gallois | Powys, le paradis du pays de Galles       |                                                                      |

## Suisse:canton,district, demi-district
- District de la Gruyère : Transvolat nubila virtus (Le courage surpasse les nuages)

- Genève : Post Tenebras Lux, « Après les ténèbres, il y a la lumière »
- Neuchâtel : Espinart à l'escosse !
- Vaud : « Liberté et Patrie »

## Tchéquie:Région
- Bohême : Prague ! Prague !